# Gouvernement Sukselainen II
République de Finlande
Fagerholm III  Miettunen I
Le gouvernement Sukselainen II est le 45ème gouvernement de la République de Finlande, qui a siégé du 13 janvier 1959	au 3 juillet 1961.

## Composition
| Ministre                                                                          | Début     | Fin       | Parti | Parti         |
| --------------------------------------------------------------------------------- | --------- | --------- | ----- | ------------- |
| Premier ministre V. J. Sukselainen                                                | 13.1.1959 | 3.7.1961  |       | Maalaisliitto |
| Vice-Premier ministre Ralf Törngren Eemil Luukka Kauno Kleemola                   | 13.1.1959 | 16.5.1961 |       | RKP           |
| Vice-Premier ministre Ralf Törngren Eemil Luukka Kauno Kleemola                   | 19.5.1961 | 3.7.1961  |       | Maalaisliitto |
| Vice-Premier ministre Ralf Törngren Eemil Luukka Kauno Kleemola                   | 3.7.1961  | 14.7.1961 |       | Maalaisliitto |
| Ministre des Affaires étrangères Ralf Törngren V. J. Sukselainen Ahti Karjalainen | 13.1.1959 | 16.5.1961 |       | RKP           |
| Ministre des Affaires étrangères Ralf Törngren V. J. Sukselainen Ahti Karjalainen | 16.5.1961 | 19.6.1961 |       | Maalaisliitto |
| Ministre des Affaires étrangères Ralf Törngren V. J. Sukselainen Ahti Karjalainen | 19.6.1961 | 14.7.1961 |       | Maalaisliitto |
| Vice-Ministre des Affaires étrangères Ahti Karjalainen                            | 13.1.1959 | 19.6.1961 |       | Maalaisliitto |
| Ministre de la Justice Antti Hannikainen Pauli Lehtosalo                          | 13.1.1959 | 14.4.1961 |       | Maalaisliitto |
| Ministre de la Justice Antti Hannikainen Pauli Lehtosalo                          | 14.4.1961 | 14.7.1961 |       | Maalaisliitto |
| Ministre de l'Intérieur Eino Palovesi Eemil Luukka                                | 13.1.1959 | 4.2.1960  |       | Maalaisliitto |
| Ministre de l'Intérieur Eino Palovesi Eemil Luukka                                | 4.2.1960  | 14.7.1961 |       | Maalaisliitto |
| Ministre de la Défense Leo Häppölä                                                | 13.1.1959 | 14.7.1961 |       | Maalaisliitto |
| Ministre des Finances Vihtori Sarjala                                             | 13.1.1959 | 14.7.1961 |       | Maalaisliitto |
| Vice-Ministre des Finances Pauli Lehtosalo Juho-Eino Niemi                        | 13.1.1959 | 14.4.1961 |       | Maalaisliitto |
| Vice-Ministre des Finances Pauli Lehtosalo Juho-Eino Niemi                        | 14.4.1961 | 14.7.1961 |       | Maalaisliitto |
| Ministre de l'Éducation Heikki Hosia                                              | 13.1.1959 | 14.7.1961 |       | Maalaisliitto |
| Ministre de l'Agriculture Einari Jaakkola                                         | 13.1.1959 | 14.7.1961 |       | Maalaisliitto |
| Vice-Ministre de l'Agriculture Toivo Antila                                       | 13.1.1959 | 14.7.1961 |       | Maalaisliitto |
| Ministre des transports et des travaux publics Kauno Kleemola                     | 13.1.1959 | 14.7.1961 |       | Maalaisliitto |
| Vice-Ministre des transports et des travaux publics Arvo Korsimo                  | 13.1.1959 | 14.7.1961 |       | Maalaisliitto |
| Ministre du commerce et de l'industrie Ahti Karjalainen Björn Westerlund          | 13.1.1959 | 19.6.1961 |       | Maalaisliitto |
| Ministre du commerce et de l'industrie Ahti Karjalainen Björn Westerlund          | 19.6.1961 | 14.7.1961 |       | RKP           |
| Vice-Ministre du commerce et de l'industrie Pauli Lehtosalo                       | 29.9.1959 | 14.7.1961 |       | Maalaisliitto |
| Ministère des Affaires sociales et de la santé Vieno Simonen                      | 13.1.1959 | 14.7.1961 |       | Maalaisliitto |
| Vice-Ministère des Affaires sociales et de la santé Eeli Erkkilä                  | 13.1.1959 | 14.7.1961 |       | Maalaisliitto |